# Né de père inconnu
Pour plus de détails, voir Fiche technique et Distribution.
Né de père inconnu est un film français réalisé par Maurice Cloche, sorti en 1950.

## Fiche technique
- Titre original : Né de père inconnu
- Réalisation : Maurice Cloche assisté de Maurice Delbez
- Scénario : Maurice Cloche
- Décors : René Renoux, Rino Mondellini et Robert-Jules Garnier
- Adaptation : Jean Halain, Domenico Meccoli, Giorgio Prosperi, Renzo Merusi
- Dialogues : Jean Halain
- Photographie : Claude Renoir
- Son : Raymond Gauguier
- Musique : Wal-Berg
- Montage : Renée Gary
- Société de production : Les Films Maurice Cloche
- Pays de production :  France
- Format : Noir et blanc - 1,37:1 - 35 mm - Son mono
- Genre : Drame
- Durée : 75 minutes
- Date de sortie : 
  - France : 12 décembre 1950

## Distribution
- Gaby Morlay : Marguerite Nogent
- Jean-Pierre Kérien : Me Claude Nogent
- Gabrielle Dorziat : Suzy Mussot
- Nicole Stéphane : Jacqueline Mussot
- Roger Van Mullem : Me Mussot
- Gilbert Gil : Raymond Denis
- Héléna Manson : Mme Denis
- Charles Lemontier : le président de la Cour d'Assises
- Hugues de Bagratide : l'avocat général
- Janine Viénot : la surveillante de l'Assistance Publique